# Patovar
Un patovar (en anglès, pathovar) és una soca de bacteris o conjunt de soques amb les mateixes o similars característiques, que estan diferenciades a nivell per sota de l'espècie d'altres soques de les mateixes espècies o subespècies sobre la base de la seva patogenicitat distintiva cap a una o més plantes hostes.
Els patovars són nomenats com una addició ternària i quaternària al nom binomial de l'espècie, per exemple el bacteri que causa el xancre dels cítrics Xanthomonas axonopodis, té diferents patovars amb diferents hostes, X. axonopodis pv. citri és un d'ells; l'abreviació 'pv.' significa patovar.